# Vladimir Propp
Vladimir Jakovlevitj Propp (russisk: Влади́мир (Ге́рман Вольдема́р) Я́ковлевич Пропп tr. Vladímir (Gérman Voldemár) Jákovlevitj Propp, født 29. april 1895 i Sankt Petersborg, død 22. august 1970 i Leningrad) var en russisk folklorist og sprogforsker.
Hans mest kendte videnskabelige arbejde er en strukturalistisk analyse af russiske folkeeventyr. Afhandlingen udkom på russisk i 1928, men forblev ukendt i Vesten helt til 1958, da den blev oversat til engelsk. Morphology of the Folk Tale har øvet stor indflydelse både på strukturalistisk litteraturteori og indenfor studier af narratologi. Han har blandt andet inspireret forskere som Claude Lévi-Strauss, Algirdas Julien Greimas, Roman Jakobson og Roland Barthes.

## Props 31 eventyrfunktioner
Nedenstående punkter er hentet fra kapitlet «The Functions of Dramatis Personae»:

### Indledning
- 1. Et familiemedlem forlader hjemmet. (Helten introduceres.)
- 2. Der opstilles et forbud for helten. (Gå ikke her, gør ikke dette.)
- 3. Forbuddet overtrædes. (Modstanderen gør sig gældende i handlingen.)
- 4. Modstanderen prøver at skaffe sig oplysninger.
- 5. Modstanderen modtager oplysninger om sit fremtidige offer.
- 6. Modstanderen prøver ved bedrag at få fat i offeret eller offerets ejendele.
- 7. Offeret lader sig narre.

### Hovedhandling
- 8. Modstanderen skader et familiemedlem, eller et familiemedlem mangler noget.
- 9. Misgerningen eller manglen bliver kendt, og helten bliver bedt om eller befales at genetablere skaden eller bøde på manglen.
- 10. Helten accepterer befalingen eller opfordringen.
- 11. Helten forlader hjemmet.
- 12. Helten bliver sat på en prøve, som forbereder han til at modtage et magisk hjælpemiddel af en giver.
- 13. Helten består prøven.
- 14. Helten modtager den magiske genstand.
- 15. Helten forflytter sig i retning af det, han søger.
- 16. Helten og modstanderen mødes til kamp.
- 17. Helten bliver mærket.
- 18. Modstanderen besejres.
- 19. Skaden genetableres, eller manglen bødes.
- 20. Helten begiver sig hjemover.
- 21. Helten bliver forfulgt.
- 22. Helten bliver reddet.
- 23. Helten kommer hjem uden at blive genkendt eller kommer til et andet land.
- 24. En falsk helt gør krav på at have udført dåden.
- 25. En stiller helten over for en vanskelig opgave.
- 26. Opgaven udføres.
- 27. Helten bliver genkendt.
- 28. Den falske helt eller modstander bliver afsløret.
- 29. Helten forvandles og optræder i ny skikkelse.
- 30. Den falske helt straffes.
- 31. Helten gifter sig og/eller bestiger tronen.

Ifølge Prop er de eneste funktioner, som skal være til stede i alle eventyr, misgerningen/manglen (nr. 9) samt overvindelsen af manglen/genetableringen (nr. 19). Disse er de vigtigste funktioner i trylleeventyret. Antallet af funktioner kan altså være reduceret, deres rækkefølge vil imidlertid altid være den samme.

### Roller
Til at udføre samtlige handlinger, som funktionerne beskriver, behøves et persongalleri på i alt syv personer eller roller. Disse er (med de funktioner de udfører):
1. Modstanderen (8, 16, 20, 21)
2. Giveren (12, 14)
3. Kongedatteren og hendes far (17, 25, 27, 28, 30, 31)
4. Opdragsgiveren (9)
5. Helten (10, 11, 13, 31)
6. Hjælpemidlet eller hjælperen (13, 19, 22, 25, 29)
7. Den falske helt (10, 11, 13, 29)

Det, som kaldes person eller rolle, behøver ikke at være et menneske, heller ikke et levende væsen, men kan være en ting eller en kvalifikation hos et menneske. På samme måde som at ikke alle funktioner behøver at forekomme i en given variant af et eventyr, behøver heller ikke alle syv personer at optræde. En enkelt person kan befolke flere roller, og en rolle kan også fordeles på flere personer.